# リュックホルツ
リュックホルツ (ドイツ語: Rückholz) は、ドイツ連邦共和国バイエルン州シュヴァーベン行政管区のオストアルゴイ郡に属す町村（以下、本項では便宜上「町」と記述する）で、ゼーク行政共同体を構成する自治体の一つである。

## 地理
リュックホルツはアルゴイ・アルプスの麓、アルゴイ地方の湖水地方に位置する。

### 自治体の構成
この町は、公式には26の地区 (Ort) からなる。このうち小集落や孤立農場などを除く集落を以下に列記する。
- アイターベルク
- ホルツロイテン
- リュックホルツ

## 歴史
リュックホルツは聖マング修道院（フュッセン）領主の裁判所の所在地であった。1803年の帝国代表者会議主要決議以降はエッティンゲン＝ヴァラーシュタイン侯領に属した。1806年のライン同盟でバイエルン領となった。

### 人口推移
- 1970年 600人
- 1987年 726人
- 2000年 827人

2005年時点の人口は約839人で、このうち首邑のリュックホルツに約450人、それ以外の24集落に約400人が住んでいる。

## 行政
町長はフランツ・エルル（無所属）である。

## 文化と社会資本
- 聖ゲオルク教区教会（1465年建造、1740年改修）
- マリアのグロッテ（1893年）

## 引用
1. ↑  https://www.statistikdaten.bayern.de/genesis/online?operation=result&code=12411-003r&leerzeilen=false&language=de Genesis-Online-Datenbank des Bayerischen Landesamtes für Statistik Tabelle 12411-003r Fortschreibung des Bevölkerungsstandes: Gemeinden, Stichtag (Einwohnerzahlen auf Grundlage des Zensus 2011)
2. ↑  Bayerische Landesbibliothek Online